# Rádlo (železniční zastávka)
Rádlo je železniční zastávka v Česku ve stejnojmenné obci. Leží v km 147,475 trati Pardubice–Liberec mezi stanicemi Rychnov u Jablonce nad Nisou a Jeřmanice v nadmořské výšce 476 m n. m. Leží při ulici Rádelská. Zastávka je zařazena do integrovaného dopravního systému IDOL.

## Popis
Zastávkou prochází jednokolejná neelektrizovaná traťová kolej. Má jedno jednostranné nástupiště, které měří 90 metrů a má výšku nástupní hrany 300 mm nad temenem kolejnice. Staniční budova není přístupná. Zastávka má osvětlení. Nachází se kousek od Schlenzovy kaple.

## Doprava
Zastávku obsluhují osobní vlaky. Rychlíky zastávku projíždějí.

## Cestující

### Odbavení cestujících
Stanice nezajišťuje odbavení (nelze koupit jízdenky), odbavení cestujících se provádí ve vlaku.

### Přístup
Přístup do budovy stanice (včetně přístřešku před povětrnostními vlivy) není bezbariérový. Bezbariérový přístup není na žádné nástupiště (dle ČSN 73 4959).